# Ololygon ariadne
Ololygon ariadne é uma espécie de anfíbio da família Hylidae. Endêmica do Brasil, onde pode ser encontrada na Serra da Bocaina nos estados do Rio de Janeiro e São Paulo.